# Теймур, Махмуд
Махмуд Теймур (араб. محمود تيمور‎; 16 июня 1894, Каир — 25 августа 1973, Лозанна) — египетский писатель, драматург, литературовед. Действительный член Академии арабского языка в Каире. Один из создателей жанра египетской реалистической новеллы. Брат Мухаммеда Теймура.

## Биография
Родился в семье филолога Ахмеда Теймура.
Учился в Высшей сельскохозяйственной школе.
В 1925 году начал публиковать свои произведения. На раннее творчество оказали влияние И. С. Тургенев, А. П. Чехов и Г. де Мопассан.
В рассказах 1920—1930-х годов показал жизнь различных слоев египетского общества.
С конца 1930-х годов стало проявляться влияние символизма: "Зов неведомого" (1939), "Сальва в порывах ветра" (1947).
После Египетской революции (1952) стали преобладать реалистические тенденции.
Автор социальных романов "Шамрух" (1958) и "Синие фонари" (1960, русский перевод — 1970), рассказов, пьес, работ по истории и теории литературы.
Проза отличается тонкостью психологических характеристик и гуманистической направленностью.